# Tour de France 2022/2. Etappe
Die 2. Etappe der Tour de France 2022 fand am 2. Juli 2022 statt und war eine von drei Etappen in Dänemark bei der 109. Austragung der Tour. Die Strecke führte von Roskilde auf Seeland über 202,2 Kilometer nach Nyborg auf Fünen. Das Highlight der Etappe war die Storebæltsbroen, eine rund 20 Kilometer lange Brücke, die über den Großen Belt führt und im Finale der Etappe überquert wurde. Nach der Zielankunft hatten die Fahrer insgesamt 215,4 Kilometer absolviert, was 6,4 % der Gesamtdistanz der Rundfahrt entspricht.

## Streckenführung
Der neutralisierte Start erfolgte in Roskilde auf der Ringstraße O1 nahe dem Byparken und des Wikingerschiffsmuseums. Anschließend ging es in die Innenstadt und die Fahrer passieren den Dom zu Roskilde, ehe auf der Stændertorvet eine offizielle Startzeremonie stattfand. Danach wurde Roskilde in Richtung Süden verlassen.

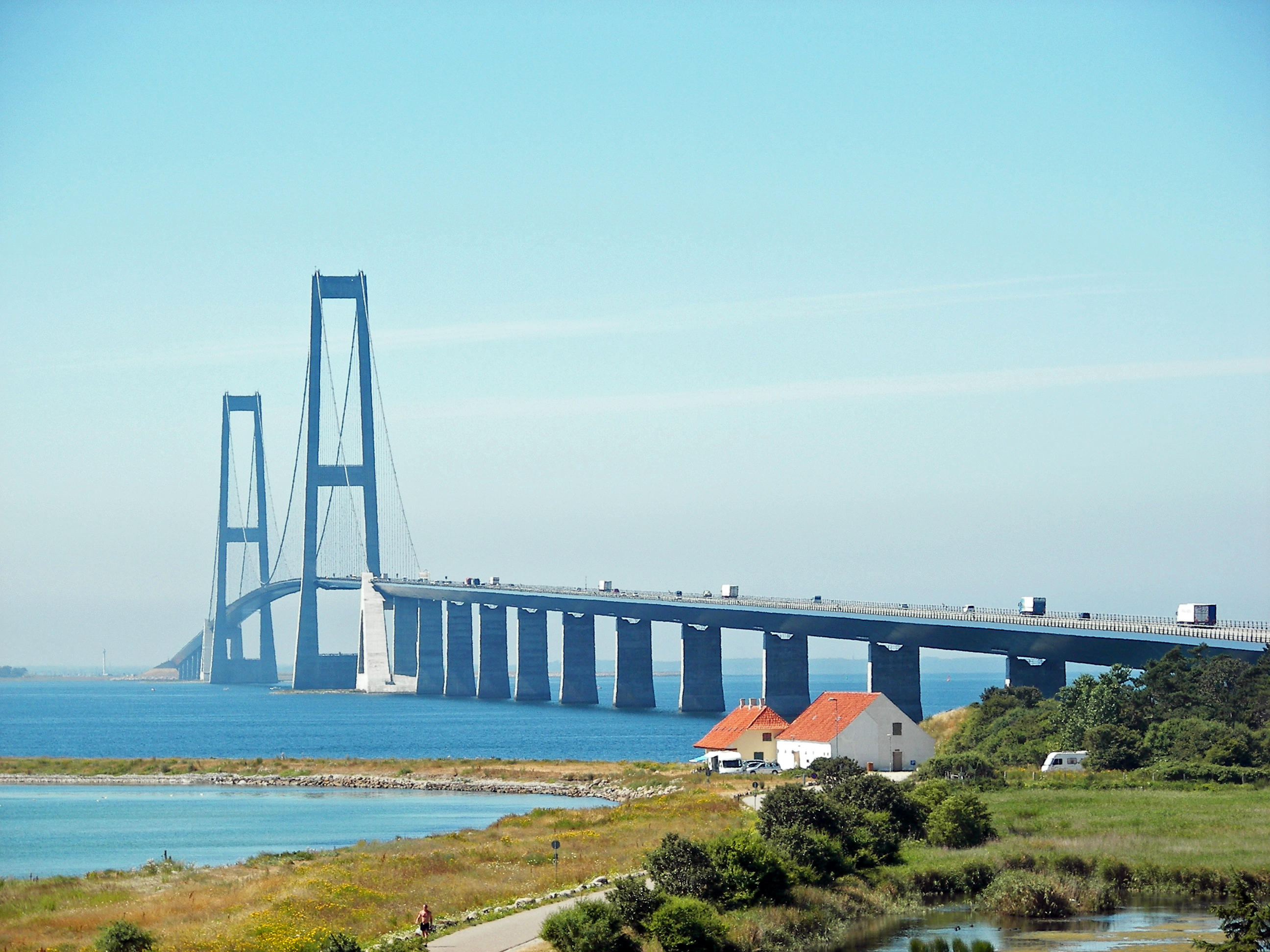
Die Brücke Storebæltsbroen, das Highlight der 2. Etappe

Der offizielle Start erfolgte nach rund 5 Kilometern auf der O2 nahe dem Ring Park. Nun führte die Strecke in Richtung Nordwesten und verlief großteils an der Küste des Isefjords durch Holbæk. Nach 62 Kilometern wurde mit der Côte de Asnæs Indelukke (61 m) die erste Bergwertung der Rundfahrt ausgefahren. Der Anstieg hatte auf einer Länge von 1100 Metern eine durchschnittliche Steigung von 5,4 % und war als Bergwertung der 4. Kategorie klassifiziert. In der Gemeinde Vig erreichte die Tour de France den nördlichsten Punkt überhaupt seit ihrer ersten Austragung im Jahr 1903. Kurz darauf folgten mit der Côte d’Høve Stræde (62 m) und Côte de Kårup Strandbakke (83 m) zwei weitere Bergwertungen der 4. Kategorie, die nach 72,5 bzw. 84 Kilometern überquert wurden. In diesem Streckenabschnitt befanden sich die Fahrer an der Küste der Sejerø-Bucht und fuhren anschließend in Meeresnähe Richtung Südwesten nach Kalundborg, wo nach 126,9 Kilometern ein Zwischensprint ausgefahren wurde. Nun ging es auf schmalen und verwinkelten Straßen in Richtung Süden. Rund 25 Kilometer vor dem Ziel erreichten die Fahrer Korsør, wo sie auf die E20 und damit auf die Storebæltsbroen gelangten. Die Brücke stieg auf eine maximale Höhe von 65 m an, ehe es auf der anderen Seite bergab auf die Insel Sprogø ging. Von hier führten die restlichen Brückenkilometer flach nach Nyborg. Die Fahrer verließen die E20 bei der ersten Gelegenheit, bogen 1,3 Kilometer vor dem Ziel nach links auf die Storebæltsvej ab, wo sich das Ziel auf der Höhe des Cirkuspladsen befand.
|                            | Ort                       | Kilometer | Länge (km) | Höhe (m) | Ø Steigung |
| -------------------------- | ------------------------- | --------- | ---------- | -------- | ---------- |
| neutralisierter Start      | Roskilde (O1)             |           |            |          |            |
| offizieller Start          | Roskilde (O2)             | 0         |            |          |            |
| Bergwertung (4. Kategorie) | Côte de Asnæs Indelukke   | 062,0     | 1,1        | 61       | 5,4 %      |
| Bergwertung (4. Kategorie) | Côte d'Høve Stræde        | 072,5     | 0,8        | 62       | 6,0 %      |
| Bergwertung (4. Kategorie) | Côte de Kårup Strandbakke | 084,0     | 1,3        | 83       | 5,8 %      |
| Zwischensprint             | Kalundborg                | 126,9     |            |          |            |
| Ziel                       | Nyborg                    | 202,2     |            |          |            |

## Rennverlauf
Gleich nach dem Start bildete sich die Ausreißergruppe des Tages mit Pierre Rolland, Cyril Barthe (beide B&B Hotels-KTM), Sven Erik Bystrøm (Intermarché-Wanty-Gobert Matériaux) und Magnus Cort Nielsen (EF Education-EasyPost). Die Etappe erfreute sich enormen Zuschauerzuspruchs entlang der Strecke. In Holbæk und entlang der Strecke wurde von offizieller Seite und von Fans an Chris Anker Sørensen erinnert, der sich zehn Jahre zuvor bei der Tour ausgezeichnet hatte und im Vorjahr bei der WM in Flandern als Kommentator ums Leben gekommen war.
An der ersten Bergwertung konnten die beiden Fahrer von B&B Hotels-KTM ihren numerischen Vorteil nicht nutzen und fielen zudem hinter den beiden anderen Fahrern zurück. Cort Nielsen gewann vor Heimpublikum alle drei Bergwertungen und damit das erste Gepunktete Trikot. Er arbeitete weiter mit Bystrøm zusammen, dem er den Zwischensprint in Kalundborg überließ. Im Hauptfeld belegten Caleb Ewan (Lotto Soudal), Wout van Aert (Jumbo-Visma) und Peter Sagan (TotalEnergies) die weiteren Plätze, während sich andere Sprinter wie Fabio Jakobsen (Quick-Step Alpha Vinyl Team), Mads Pedersen (Trek-Segafredo) und Jasper Philipsen (Alpecin-Deceuninck) aus dem Sprint heraushielten. Nach dem Zwischensprint setzte sich Sven Erik Bystrøm von seinem Fluchtgefährten ab, ehe er als letzter Fahrer 30 km vor dem Ziel gestellt wurde. Der Norweger sicherte sich so die Rote Rückennummer als aktivster Fahrer des Tages.
Die im Vorfeld mit Spannung erwartete Querung der Storebæltsbroen fiel unspektakulär aus, da der Wind von vorn kam und daher nicht auf Windkante gefahren wurde. Zwar herrschte im Feld eine hohe Nervosität und die Gesamtklassement-Fahrer hielten sich an der Spitze des Fahrerfeldes auf, doch keine Mannschaft versuchte eine Selektion herbeizuführen. Im Finale kam es jedoch zu mehreren Stürzen, von denen unter anderen auch Rigoberto Urán (EF Education-EasyPost) und der Gesamtführende Yves Lampaert (Quick-Step Alpha Vinyl) betroffen waren. Aufgrund der verhaltenen Fahrweise konnten jedoch beide wieder zum Peloton aufschließen. Auf den letzten Kilometern wurde das Tempo im Hauptfeld erneut erhöht und die Sprinter-Mannschaften begannen um die Positionen zu kämpfen. Zwei Kilometer vor dem Ziel wurde das Peloton durch einen Sturz entzwei geteilt. Dieser hatte wegen der Drei-Kilometer-Regel keine Auswirkung auf das Gesamtklassement, sorgte jedoch für einen reduzierten Sprint. Diesen gewann der Topfavorit Fabio Jakobsen vor Wout van Aert, der durch die damit verbundenen Bonus-Sekunden das Gelbe Trikot übernahm.
Für Fabio Jakobsen war es der erste Etappensieg bei seiner ersten Tour de France Teilnahme. Im Jahr 2020 war der Niederländer auf der 1. Etappe der Polen-Rundfahrt im Zielsprint schwer zu Sturz gekommen und befand sich laut den Angaben seiner betreuenden Ärzte in Lebensgefahr. Sein Gesicht hatte damals aufgrund der Sturzfolgen rekonstruiert werden müssen. Im vergangenen Jahr feierte Fabio Jakobsen sein Comeback und gewann drei Etappen der Vuelta a España, sowie die Punktewertung. Wout van Aert schlüpfte zum ersten Mal in seiner Karriere ins Gelbe Trikot, während Tadej Pogačar (UAE Team Emirates) das Weiße Trikot des besten Nachwuchsfahrers verteidigte. Die Mannschaft Jumbo-Visma führte weiterhin die Teamwertung an.

## Ergebnis
| \| Etappenergebnis \| Etappenergebnis \| Etappenergebnis \| Etappenergebnis \| Etappenergebnis \| \| Fahrer \| Fahrer \| Land \| Team \| Zeit \| \| --------------- \| ----------------- \| --------------- \| ---------------------- \| --------------- \| \| 1. \| Fabio Jakobsen \| Niederlande \| Quick-Step Alpha Vinyl \| 4 h 34 min 34 s \| \| 2. \| Wout van Aert \| Belgien \| Jumbo-Visma \| + 0 s \| \| 3. \| Mads Pedersen \| Dänemark \| Trek-Segafredo \| + 0 s \| \| 4. \| Danny van Poppel \| Niederlande \| Bora-Hansgrohe \| + 0 s \| \| 5. \| Jasper Philipsen \| Belgien \| Alpecin-Deceuninck \| + 0 s \| \| 6. \| Peter Sagan \| Slowakei \| TotalEnergies \| + 0 s \| \| 7. \| Jérémy Lecroq \| Frankreich \| B&B Hotels-KTM \| + 0 s \| \| 8. \| Dylan Groenewegen \| Niederlande \| BikeExchange-Jayco \| + 0 s \| \| 9. \| Luca Mozzato \| Italien \| B&B Hotels-KTM \| + 0 s \| \| 10. \| Hugo Hofstetter \| Frankreich \| Arkéa-Samsic \| + 0 s \| |                   |             |                        |                 |
| |                   |             |                        |                 |
| Quelle: ProCyclingStats |                   |             |                        |                 |
| Etappenergebnis |                   |             |                        |                 |
| Fahrer | Fahrer            | Land        | Team                   | Zeit            |
| 1. | Fabio Jakobsen    | Niederlande | Quick-Step Alpha Vinyl | 4 h 34 min 34 s |
| 2. | Wout van Aert     | Belgien     | Jumbo-Visma            | + 0 s           |
| 3. | Mads Pedersen     | Dänemark    | Trek-Segafredo         | + 0 s           |
| 4. | Danny van Poppel  | Niederlande | Bora-Hansgrohe         | + 0 s           |
| 5. | Jasper Philipsen  | Belgien     | Alpecin-Deceuninck     | + 0 s           |
| 6. | Peter Sagan       | Slowakei    | TotalEnergies          | + 0 s           |
| 7. | Jérémy Lecroq     | Frankreich  | B&B Hotels-KTM         | + 0 s           |
| 8. | Dylan Groenewegen | Niederlande | BikeExchange-Jayco     | + 0 s           |
| 9. | Luca Mozzato      | Italien     | B&B Hotels-KTM         | + 0 s           |
| 10. | Hugo Hofstetter   | Frankreich  | Arkéa-Samsic           | + 0 s           |

## Gesamtstände
| \| Gesamtwertung \| Gesamtwertung \| Gesamtwertung \| Gesamtwertung \| Gesamtwertung \| \| Fahrer \| Fahrer \| Land \| Team \| Zeit \| \| ------------- \| -------------------- \| ------------- \| ---------------------- \| --------------- \| \| 1. \| Wout van Aert \| Belgien \| Jumbo-Visma \| 4 h 49 min 50 s \| \| 2. \| Yves Lampaert \| Belgien \| Quick-Step Alpha Vinyl \| + 1 s \| \| 3. \| Tadej Pogačar \| Slowenien \| UAE Team Emirates \| + 8 s \| \| 4. \| Filippo Ganna \| Italien \| Ineos Grenadiers \| + 11 s \| \| 5. \| Mads Pedersen \| Dänemark \| Trek-Segafredo \| + 12 s \| \| 6. \| Mathieu van der Poel \| Niederlande \| Alpecin-Deceuninck \| + 14 s \| \| 7. \| Jonas Vingegaard \| Dänemark \| Jumbo-Visma \| + 16 s \| \| 8. \| Primož Roglič \| Slowenien \| Jumbo-Visma \| + 17 s \| \| 9. \| Bauke Mollema \| Niederlande \| Trek-Segafredo \| + 18 s \| \| 10. \| Dylan Teuns \| Belgien \| Bahrain Victorious \| + 21 s \| |                      |             |                        |                 |
| |                      |             |                        |                 |
| Quelle: ProCyclingStats |                      |             |                        |                 |
| Gesamtwertung |                      |             |                        |                 |
| Fahrer | Fahrer               | Land        | Team                   | Zeit            |
| 1. | Wout van Aert        | Belgien     | Jumbo-Visma            | 4 h 49 min 50 s |
| 2. | Yves Lampaert        | Belgien     | Quick-Step Alpha Vinyl | + 1 s           |
| 3. | Tadej Pogačar        | Slowenien   | UAE Team Emirates      | + 8 s           |
| 4. | Filippo Ganna        | Italien     | Ineos Grenadiers       | + 11 s          |
| 5. | Mads Pedersen        | Dänemark    | Trek-Segafredo         | + 12 s          |
| 6. | Mathieu van der Poel | Niederlande | Alpecin-Deceuninck     | + 14 s          |
| 7. | Jonas Vingegaard     | Dänemark    | Jumbo-Visma            | + 16 s          |
| 8. | Primož Roglič        | Slowenien   | Jumbo-Visma            | + 17 s          |
| 9. | Bauke Mollema        | Niederlande | Trek-Segafredo         | + 18 s          |
| 10. | Dylan Teuns          | Belgien     | Bahrain Victorious     | + 21 s          |

| Punktewertung | Punktewertung       | Punktewertung | Punktewertung                      | Punktewertung |
| Fahrer        | Fahrer              | Land          | Team                               | Punkte        |
| ------------- | ------------------- | ------------- | ---------------------------------- | ------------- |
| 1.            | Wout van Aert       | Belgien       | Jumbo-Visma                        | 60 P.         |
| 2.            | Fabio Jakobsen      | Niederlande   | Quick-Step Alpha Vinyl             | 59 P.         |
| 3.            | Mads Pedersen       | Dänemark      | Trek-Segafredo                     | 30 P.         |
| 4.            | Peter Sagan         | Slowakei      | TotalEnergies                      | 25 P.         |
| 5.            | Yves Lampaert       | Belgien       | Quick-Step Alpha Vinyl             | 22 P.         |
| 6.            | Magnus Cort Nielsen | Dänemark      | EF Education-EasyPost              | 22 P.         |
| 7.            | Sven Erik Bystrøm   | Norwegen      | Intermarché-Wanty-Gobert Matériaux | 20 P.         |
| 8.            | Jérémy Lecroq       | Frankreich    | B&B Hotels-KTM                     | 20 P.         |
| 9.            | Caleb Ewan          | Australien    | Lotto-Soudal                       | 19 P.         |
| 10.           | Danny van Poppel    | Niederlande   | Bora-Hansgrohe                     | 18 P.         |

| Bergwertung | Bergwertung         | Bergwertung | Bergwertung           | Bergwertung |
| Fahrer      | Fahrer              | Land        | Team                  | Punkte      |
| ----------- | ------------------- | ----------- | --------------------- | ----------- |
| 1.          | Magnus Cort Nielsen | Dänemark    | EF Education-EasyPost | 3 P.        |

| Nachwuchswertung | Nachwuchswertung   | Nachwuchswertung       | Nachwuchswertung       | Nachwuchswertung |
| Fahrer           | Fahrer             | Land                   | Team                   | Zeit             |
| ---------------- | ------------------ | ---------------------- | ---------------------- | ---------------- |
| 1.               | Tadej Pogačar      | Slowenien              | UAE Team Emirates      | 4 h 49 min 58 s  |
| 2.               | Thomas Pidcock     | Vereinigtes Königreich | Ineos Grenadiers       | + 17 s           |
| 3.               | Florian Vermeersch | Belgien                | Lotto-Soudal           | + 26 s           |
| 4.               | Brandon McNulty    | Vereinigte Staaten     | UAE Team Emirates      | + 36 s           |
| 5.               | Nils Eekhoff       | Niederlande            | Team DSM               | + 40 s           |
| 6.               | Matteo Jorgenson   | Vereinigte Staaten     | Movistar Team          | + 41 s           |
| 7.               | Fred Wright        | Vereinigtes Königreich | Bahrain Victorious     | + 42 s           |
| 8.               | Andrea Bagioli     | Italien                | Quick-Step Alpha Vinyl | + 45 s           |
| 9.               | Quinn Simmons      | Vereinigte Staaten     | Trek-Segafredo         | + 47 s           |
| 10.              | Jonas Rutsch       | Deutschland            | EF Education-EasyPost  | + 48 s           |

| Mannschaftswertung | Mannschaftswertung     | Mannschaftswertung           | Mannschaftswertung |
| Team               | Team                   | Land                         | Zeit               |
| ------------------ | ---------------------- | ---------------------------- | ------------------ |
| 1.                 | Jumbo-Visma            | Niederlande                  | 14 h 30 min 09 s   |
| 2.                 | Ineos Grenadiers       | Vereinigtes Königreich       | + 21 s             |
| 3.                 | Trek-Segafredo         | Vereinigte Staaten           | + 37 s             |
| 4.                 | Quick-Step Alpha Vinyl | Belgien                      | + 42 s             |
| 5.                 | Bahrain Victorious     | Bahrain                      | + 52 s             |
| 6.                 | Bora-Hansgrohe         | Deutschland                  | + 57 s             |
| 7.                 | UAE Team Emirates      | Vereinigte Arabische Emirate | + 1 min 20 s       |
| 8.                 | EF Education-EasyPost  | Vereinigte Staaten           | + 1 min 22 s       |
| 9.                 | Cofidis                | Frankreich                   | + 1 min 24 s       |
| 10.                | BikeExchange-Jayco     | Australien                   | + 1 min 35 s       |